# Steropodon
Steropodon galmani är en utdöd art av kloakdjur eller äggläggande däggdjur. Steropodon galmani är ensam i släktet Steropodon. Det vetenskapliga släktnamnet är sammansatt av de gammalgrekiska orden sterope (ljus) och odous (tand). Det syftar på fyndplates i regionen Lightning Ridge och på fossilets ljusa tänder. Artepitet hedrar bröderna Galman som skänkte typexemplaret till Australian Museum.
Fossil har påträffats i New South Wales i Australien. I den upphittade resten av en underkäke fanns 3 molarer och en fördjupning för en premolar.
Det beräknas ha funnits där under den yngre kritaperioden. Det är den tidigaste kända släktingen till näbbdjuret. Det första fyndet var en ofullständig underkäke.